# Estadi Olímpic Monumental
L' Estadi Olímpico Monumental, també conegut com Estadi Olímpic de Porto Alegre, fou un estadi de futbol de la ciutat de Porto Alegre, Brasil.
Té una capacitat per a 45.000 espectadors i és propietat del Grêmio Foot-Ball Porto Alegrense.
Va ser inaugurat el 19 de setembre de 1954, i fou la seu del Grêmio abans que el club es mogués a l'Arena do Grêmio el desembre de 2012.

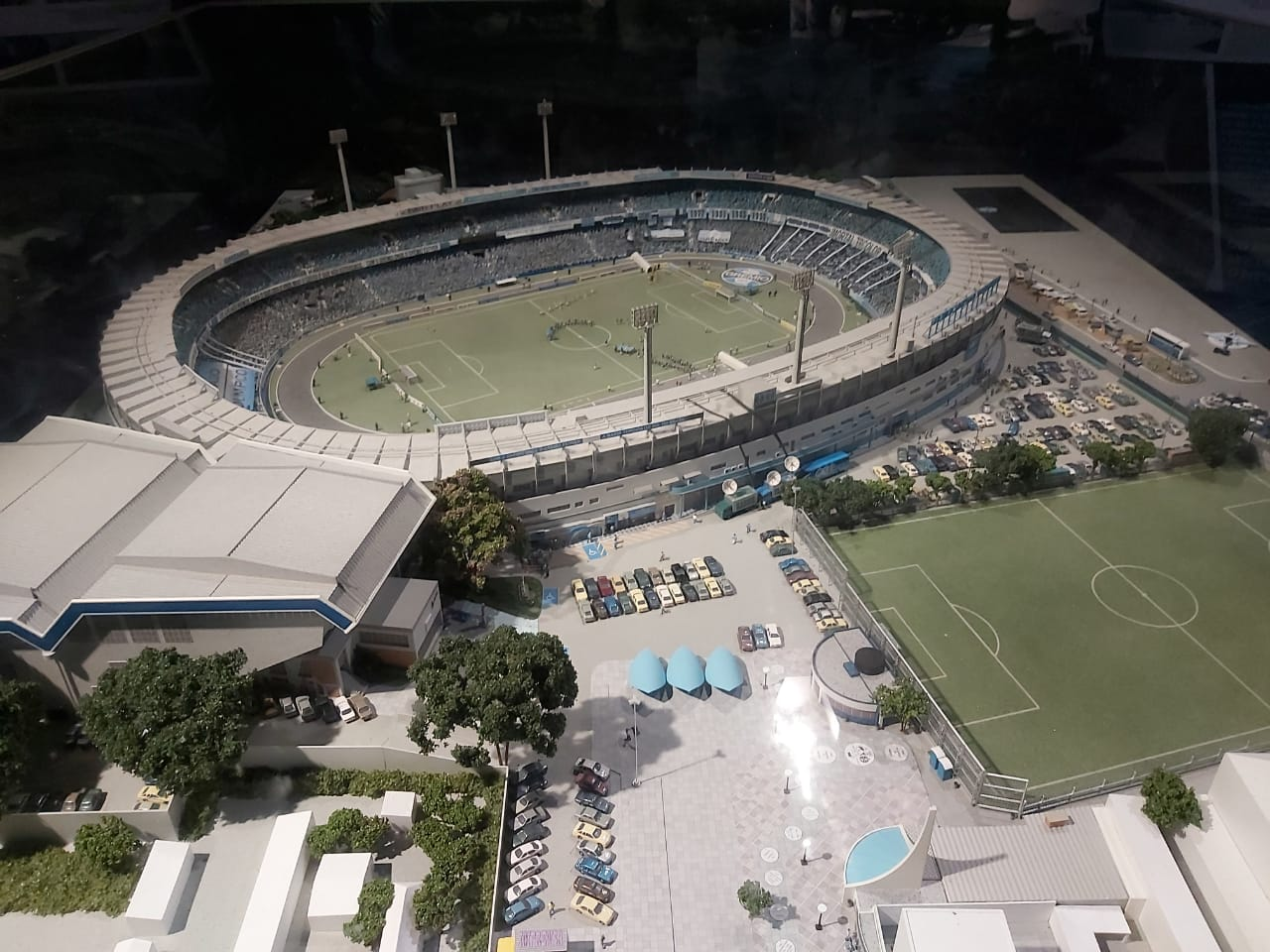
Maqueta de l'estadi Olímpico Monumental.

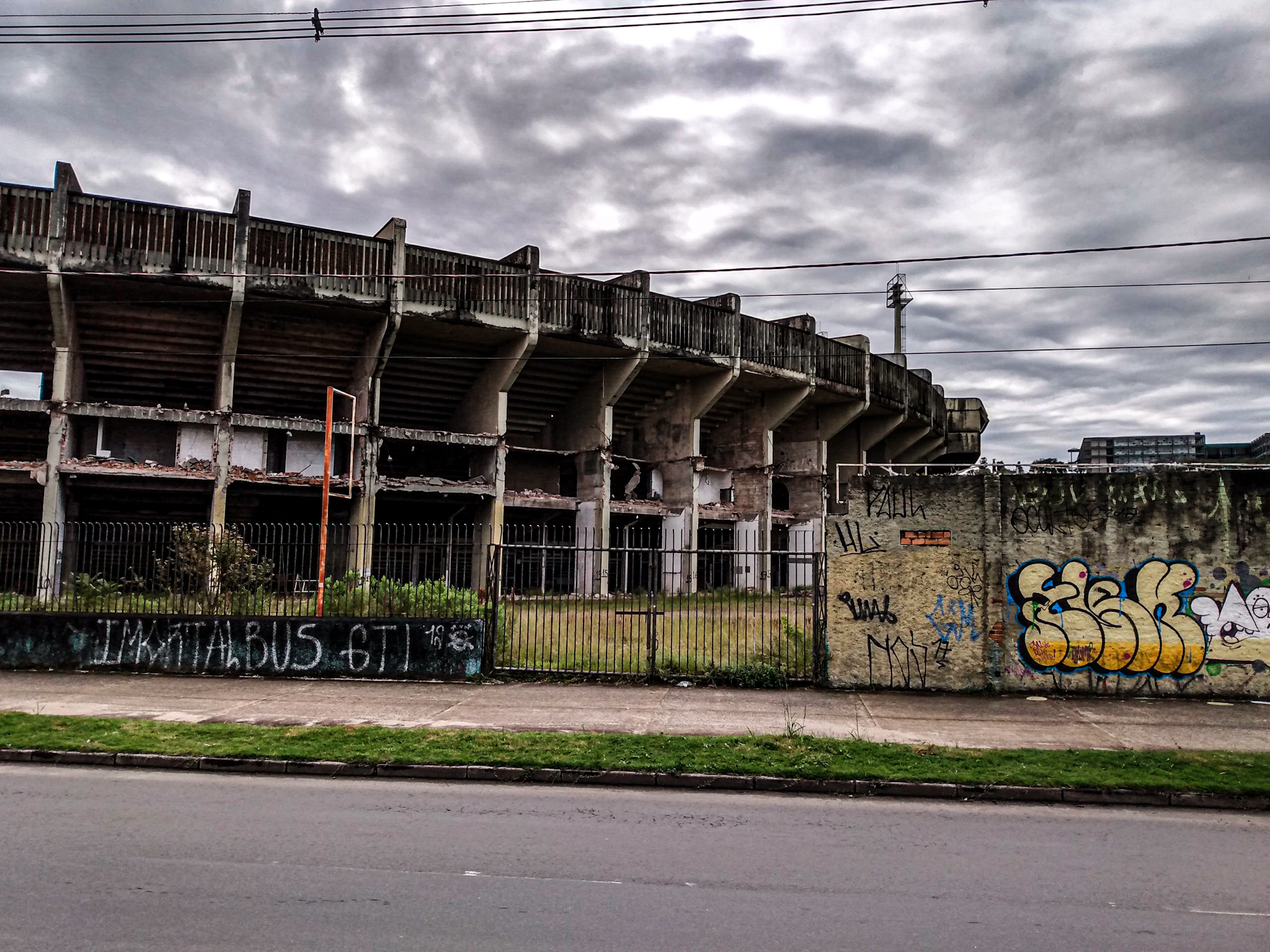
Abandonament de l'estadi el 2019.